# Archie Manning
Archie Manning, eigentlich Elisha Archibald Manning III, (* 19. Mai 1949 in Drew, Mississippi) ist ein ehemaliger US-amerikanischer American-Football-Spieler auf der Position des Quarterbacks. Er spielte für die New Orleans Saints (1971–1982), die Houston Oilers (1982–1983) sowie die Minnesota Vikings (1983–1984) in der National Football League (NFL).
Er ist der Vater von Peyton und Eli Manning, die beide als Quarterbacks in der NFL spielten, sowie der Großvater von Arch Manning, der im College Football als Quarterback aktiv ist.

## College-Zeit
Archie Manning spielte in den Jahren 1968 bis 1970 College Football für die University of Mississippi, auch Ole Miss genannt. In dieser Zeit warf er Pässe für 4.753 Yards und 56 Touchdowns. Er erlief zusätzlich 823 Yards. Trotz dieser guten Werte, war das Team nicht sonderlich erfolgreich. Dennoch wurde Manning 1969 und 1970 ins All-SEC-Team gewählt (SEC = Southeastern Conference). Sein Trikot mit der Nummer 18 wird an der Ole Miss nicht mehr vergeben. 1989 wurde Manning in die College Football Hall of Fame aufgenommen.

## NFL
Im NFL Draft 1971 wurde Manning als zweiter Spieler hinter Jim Plunkett ausgewählt. Mit den New Orleans Saints erwarb ein Team die Rechte an ihm, das damals als eines der schwächsten galt. Manning war ab diesem Zeitpunkt das Gesicht und der Hoffnungsträger der Saints, konnte jedoch während seiner Zeit in New Orleans (1971–1982) an der Erfolglosigkeit der Mannschaft trotz zeitweise herausragender individueller Leistungen nichts ändern. Viele Kritiker sagen bis heute, dass er aufgrund der Schwäche der Mannschaft sein volles Potential nie völlig ausschöpfen konnte. 1972 führte Manning die NFC in Passversuchen, angebrachten Pässen und Passyards an und dennoch gewannen die Saints nur zwei Spiele.
1978 wurde Archie Manning von der United Press International (UPI) zum NFC Offensive Player of the Year gewählt, nachdem er sein Team erstmals in der Geschichte zu einer ausgeglichenen Jahresbilanz von acht Siegen und acht Niederlagen geführt hatte. Sowohl 1978 als auch im Folgejahr wurde Manning in den Pro Bowl gewählt.
1982 wechselte Manning zu den Houston Oilers, wo er zwei Jahre spielte, genau wie danach bei den Minnesota Vikings, wo er 1985 seine Karriere beendete. Auch in diesen vier Jahren blieb seine Karriere von Teamerfolgen ungekrönt, insgesamt gewann er nur sechs Spiele in dieser Zeit.
In seinen 13 Jahren in der NFL brachte Archie Manning 2.011 seiner 3.642 Passversuche bei seinen Wide Receivern für 23.911 Yards Raumgewinn und 125 Touchdowns an. Er warf auch 173 Interceptions in dieser Zeit.

## Das Leben nach der NFL
Bis heute lebt Archie Manning in New Orleans. Er setzte sich für die Opfer von Hurrikan Katrina ein. Er hat zwar keine offizielle Funktion in der Organisation der New Orleans Saints, ist aber ein ständiger Begleiter der Mannschaft. Meistens berichtet er in der Presse über das Team.
Archie Manning hat drei Söhne, Cooper Manning, Peyton Manning und Eli Manning. Peyton Manning spielte 13 Jahre Quarterback für die Indianapolis Colts sowie 4 Jahre für die Denver Broncos und brach in dieser Zeit einige NFL-Rekorde. Eli Manning spielte genau wie sein Vater für die Ole Miss und wurde 2004 im Draft wie sein Bruder an erster Stelle gedraftet. Die San Diego Chargers tauschten ihn allerdings direkt zu den New York Giants, wo er sich als Quarterback durchsetzte. Sowohl Peyton (Super Bowl XLI, 50) als auch Eli (Super Bowl XLII, XLVI) gewannen zwei Mal den Super Bowl. Eli Manning wurde bei seinen beiden Siegen auch als Super Bowl MVP ausgezeichnet, Peyton bei seinem ersten Sieg.